# Jastrebača
Jastrebača (sova jastrebača, lat. Strix uralensis) vrsta je ptica koja pripada redu sova (Strigiformes), porodici pravih sova (Strigidae). 
Sova jastrebača može se sresti u vrlo starim šumama četinjača. Vezana je za šumska staništa. I njoj, kao i šumskoj sovi za gniježđenje su potrebne duplje, kojih nema dovoljno. Dolazi i u Hrvatskoj.
Kao i šumska sova i sova jastrebača je bez perjanih uški s okruglim „licem”. Oči su sitne i crne. Spada u grupu velikih sova, a u usporedbi s ostalim vrstama ima znatno duži rep, pa se prema tome naziva još i dugorepa sova.
Hrani se pretežno pticama veličine šojke, ali i glodavcima, a ponekad i mladim zvijerima (lasica, mlada kuna).
Sova jastrebača se gnijezdi u dupljama drveta i u gnijezdima dnevnih ptica grabljivica, ako pronađe neko napušteno gnijezdo ili se izbori za njega. Par sova jastrebača godišnje podigne dva-tri mladunca.

## Sistematika
Do sada je identificirano i potvrđeno 10 ili 11 podvrsta dugorepe sove:
- Strix uralensis daurica, (Stegmann, 1929.)
- Strix uralensis davidi, (Sharpe, 1875.)
- Strix uralensis fuscescens, (Temminck & Schlegel, 1850.)
- Strix uralensis hondoensis, (Clark, 1907.)
- Strix uralensis japonica, (Clark, 1907.)
- Strix uralensis liturata, (Lindroth, 1788.)
- Strix uralensis macroura, (Wolf, 1810.)
- Strix uralensis yenisseensis, (Buturlín de 1915.)
- Strix uralensis momiyamae, (Taka-Tsukasa, 1931.)
- Strix uralensis nikolskii, (Buturlín, 1907.)
- Strix uralensis uralensis, (Pallas, 1771.)

## Galerija
- Јаје
- Mladunče
- Mladunče
- U zoološkom vrtu u Engleskoj.

## Vanjske poveznice
|  | Zajednički poslužitelj ima stranicu o temi Strix uralensis    |
|  | Zajednički poslužitelj ima još gradiva o temi Strix uralensis |
|  | Wikivrste imaju podatke o taksonu Strix uralensis             |